# رضوه
رضوه (به عربی: رضوة) یک روستا در سوریه است که در ناحیه قورقینا واقع شده‌است. رضوه ۵۶۷ نفر جمعیت دارد.